# Samsung Galaxy Tab S2 9.7
La Samsung Galaxy Tab S2 9.7 es una tableta basada en Android producida y comercializada por Samsung Electronics. Perteneciente a la línea de gama alta "S", se anunció el 20 de julio de 2015 y se lanzó en septiembre de 2015 junto con la Samsung Galaxy Tab S2 8.0. Está disponible en las variantes solo Wi-Fi y Wi-Fi/4G LTE.

## Historia
El Galaxy Tab S2 9.7 se anunció el 20 de julio de 2015 por medio de un comunicado de prensa de Samsung.
El lanzamiento de la actualización aAndroid 7.0 comenzó en abril de 2017.

## Características
El dispositivo ejecuta Android 5.1.1 Lolipop con la capa de personalización TouchWiz de Samsung. En junio de 2016 se lanzó una actualización a Android 6.0.1 Marshmallow. La Galaxy Tab S2 9.7 está disponible en las variantes Wi-Fi solo y 4G / LTE y Wi-Fi. El almacenamiento varía de 32 GB a 64 GB según el modelo, con una ranura para tarjeta microSDXC para expansión hasta 128 GB. Tiene una capacidad de RAM de 3 GB. La pantalla es una pantalla Super AMOLED (4:3) con una resolución de 2048x1536 píxeles. También cuenta con una cámara frontal de 2.1 MP y una cámara trasera AF de 8.0 MP sin flash LED. También tiene la capacidad de grabar videos HD. El botón de inicio del hardware sirve como sensor de huellas dactilares.
El diseño de la Galaxy Tab S2 9.7 está inspirado en los teléfonos de la serie Galaxy Note 4 de 2014 y Galaxy A de 2015, pues el dispositivo tiene un marco de metal pintado con bordes biselados y una parte posterior de plástico, junto con un diseño de cámara similar al Galaxy S6. Está disponible en los colores negro, blanco o dorado/beige. Con un grosor de 5,6 mm, la Tab S2 9.7 sigue siendo, a partir de septiembre de 2022, una de las tabletas más delgadas del mundo junto con la Samsung Galaxy Tab S2 8.0 de pantalla más pequeña.